# Liste der Kulturdenkmale in Burg-Reuland
In der Liste der Kulturdenkmale in Burg-Reuland sind alle geschützten Objekte der belgischen Gemeinde Burg-Reuland aufgelistet.

## Liste
| Bild           | Bezeichnung                                  | Lage                                      | Datierung       | Beschreibung | ID    |
| -------------- | -------------------------------------------- | ----------------------------------------- | --------------- | ------------ | ----- |
| Weitere Bilder | Belgisch-Preußische Grenzsteine (76–92)      | (Karte)                                   | 19. Jahrhundert |              | 31215 |
| Weitere Bilder | Burg Reuland                                 | Burg-Reuland, Burg-Reuland 25 (Karte)     | 14. Jahrhundert |              | 31020 |
| Weitere Bilder | Kirche St. Stephanus                         | Burg-Reuland (Karte)                      | 1771            |              | 31024 |
| Weitere Bilder | Haus Van Orley                               | Burg-Reuland, Von-Orley-Straße 2 (Karte)  | 1747            |              | 31023 |
| Weitere Bilder | Haus                                         | Burg-Reuland, Peckeneck 21–24 (Karte)     | 1752            |              | 31022 |
| Weitere Bilder | Hügelgrab „Hochtumsknopf“                    | Maldingen (Karte)                         |                 |              | 31291 |
| Weitere Bilder | Schloss Oberhausen                           | Oberhausen, Oberhausen 10 (Karte)         | 18. Jahrhundert |              | 31017 |
| Weitere Bilder | Kirche St. Peter                             | Ouren (Karte)                             | 15. Jahrhundert |              | 31018 |
| Weitere Bilder | Pfarrhaus                                    | Ouren (Karte)                             | um 1750         |              | 31019 |
| Weitere Bilder | Schiebachtal                                 | Ouren (Karte)                             |                 |              | 31054 |
| Weitere Bilder | Steinerne Anhöhe westlich des Rittersprunges | Ouren (Karte)                             |                 |              | 31051 |
| Weitere Bilder | Kirche St. Remaklus                          | Thommen (Karte)                           | 16. Jahrhundert |              | 31025 |
| Weitere Bilder | Pfarrhaus                                    | Thommen, Thommen 22 (Karte)               | 1763            |              | 31030 |
| Weitere Bilder | Thommer Weiher am Thommer Bach               | Thommen (Karte)                           | 15. Jahrhundert |              | 31052 |
| Weitere Bilder | Kapelle St. Hubertus                         | Weweler (Karte)                           | 13. Jahrhundert |              | 31001 |
| Weitere Bilder | Haus                                         | Dürler, Marxgasse 3 (Karte)               | 18. Jahrhundert |              | 31016 |
| Weitere Bilder | Hügelgräber „Im Kollerwinkel“                | Alster (Karte)                            |                 |              | 31298 |
| Weitere Bilder | Hügelgräber „Kleine Hardt“                   | Alster (Karte)                            |                 |              | 31297 |
| Weitere Bilder | Haus                                         | Burg-Reuland, Von-Orley-Straße 43 (Karte) | 1902            |              | 32238 |